# 6532 Scarfe
6532 Scarfe eller 1995 AC är en asteroid i huvudbältet som upptäcktes den 4 januari 1995 av den kanadensiska astronomen David D. Balam vid Climenhaga-observatoriet. Den är uppkallad efter den kanadensiska astronomen Colin D. Scarfe.
Asteroiden har en diameter på ungefär 12 kilometer.